# International Standard Audiovisual Number
« ISAN » redirige ici. Ne pas confondre avec Isan.
L'International Standard Audiovisual Number, abrégé par le sigle ISAN, littéralement « numéro international normalisé des œuvres audiovisuelles », est un identifiant unique pour les œuvres audiovisuelles et leurs versions, similaire à l’ISBN pour les livres. Il a été développé au sein du TC46/SC9, un groupe de travail de l'ISO. L’ISAN est géré par ISAN-IA.
La norme ISAN (ISO 15706:2002 et ISO 15706-2) est recommandée ou requise comme l’identifiant audiovisuel par excellence pour les producteurs, les studios, les diffuseurs, les fournisseurs de medias internet et les éditeurs de jeux vidéo qui ont besoin d’encoder, de tracer et de distribuer de la vidéo sur différents supports. Il fournit une référence unique et permanente, internationalement reconnue, pour chaque œuvre audiovisuelle et ses versions enregistrées dans le système ISAN.
L’ISAN identifie les œuvres aux différentes étapes de leur vie : la conception, la production, la distribution et la consommation. Sa force principale repose sur ses bénéfices universels et sa stabilité à long terme.
L’ISAN peut être intégré à la fois à des supports numériques et matériels tels que des affiches de films, des DVD, des publications, de la publicité, du matériel marketing et des emballages, et aussi bien à des contrats de licence pour identifier l’œuvre de manière unique.
L’identifiant ISAN est intégré dans de nombreux standards, à l’état de projet ou finalisés, tels que AACS, DCI, MPEG, DVB, et ATSC.

## Format de l’identifiant

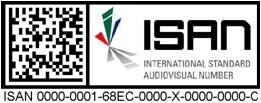
Exemple du code ISAN number avec le code-barres bidimensionnel

L’ISAN est un nombre 96-bits comprenant trois segments : un premier segment pour la racine, un second pour un épisode et un dernier pour une version. La racine est assignée à l’œuvre principale. Des suites en série ultérieures du film ou des épisodes pour la télévision en relation avec l’œuvre originale auront la même racine, mais une composante différente pour les épisodes ou les suites en série (si une œuvre ne possède ni épisode, ni suite en série, alors le segment « épisode » contient uniquement des zéros). Des œuvres (et leurs épisodes ou suites en série) qui ont été modifiées de quelque manière que ce soit – par exemple, doublage et sous-titres de l’œuvre dans d’autres langues – peuvent avoir différentes versions. Lorsque l’ISAN 96-bits est représenté sous sa forme hexadécimale, il est composé de 24 chiffres, par exemple 000000018947000000000000.
Toutefois, un ISAN imprimé conçu pour être lu par un humain est présenté différemment : il commence toujours par le sigle ISAN, et est muni de tirets pour séparer le nombre en groupes de quatre chiffres plus facilement lisibles ; deux caractères alphanumériques de contrôle sont également ajoutés pour identifier des erreurs de transcription. Le nombre qui en résulte apparaît par exemple ainsi : ISAN 0000-0001-8947-0000-8-0000-0000-D.
Un ISAN est un nombre référence enregistré de manière centrale et assigné de façon permanente. L’œuvre ou le contenu qu’il référence est identifié par un ensemble de métadonnées enregistrées par ISAN-IA. Des agences d’enregistrement nommées et ISAN-IA travaillent ensemble pour éviter la création d’ISAN en doublons avec les mêmes métadonnées. L’ensemble de métadonnées inclut le titre (original ou alternatif), les participants (réalisateur, acteurs, producteur, scénariste, etc.…), la durée, l’année de production et une multitude d’autres renseignements liés à l’œuvre. Ces métadonnées s’appliquent à tout type d’œuvres audiovisuelles, comprenant les versions de bandes-annonces, d’extraits, de vidéo et de diffusions.

## ISAN-IA
ISAN-IA (l’Agence Internationale ISAN) basée à Genève est une association à but non lucratif, fondée en 2003 par l’AGICOA,, CISAC, et FIAPF pour gérer le standard ISAN.
ISAN-IA est chargée de :
- maintenir le répertoire central ISAN ;
- d’implémenter, de gérer et de diriger le système ISAN ;
- d’accréditer et de nommer les Agences d’enregistrement ISAN dans le monde ;
- de promouvoir avec l’aide des Agences d’enregistrement le standard ISAN dans l’industrie audiovisuelle.